# Ferenc Vozar
Temple de la renommée allemand : 1988
Ferenc Vozar (né le 19 avril 1945 à Budapest, mort le 15 février 1999 à Denzlingen) est un ancien joueur professionnel allemand de hockey sur glace.

## Carrière
Originaire de Hongrie, il quitte ce pays en 1970 pour l'Allemagne. Il joue d'abord à Oberstdorf-Sonthofen en Oberliga avant de rejoindre le Berliner Schlittschuhclub qui montera en Bundesliga puis sera champion en 1974.
Il est sélectionné pour participer aux Jeux olympiques d'hiver de 1976 avec l'équipe allemande qui remporte la médaille de bronze et marque deux buts.
Entre 1977 et 1980, il fait partie de l'EHC Fribourg puis vient en 1981 au Hambourg SV pour deux ans.
Après sa retraite de joueur, Vozar devient l'entraîneur d'équipe de jeunes. Au milieu des années 1980, il est l'entraîneur de la sélection du Bade-Wurtemberg.
Ses fils Patrick et Robert et sa fille Alexandra seront joueurs. Son frère Tibor Vozar sera également sélectionné dans l'équipe d'Allemagne et deviendra entraîneur.

## Palmarès
- Champion d'Allemagne : 1974.
- Médaille de bronze aux Jeux olympiques de 1976.